# 寝取られ
寝取られ（ねとられ、Netorare）は、辞書的な定義では、動詞「寝取る」の受動形を名詞化した単語である。性用語としては基本的に、自分の好きな人が他の者と性的関係になる状況に性的興奮を覚える嗜好の人に向けたフィクションなどの創造物のジャンル名を指す。NTR、ネトラレとも表記される。

## 用語の歴史
マゾヒズムの一種としての、“自分の恋人や妻が他の男と性的関係になることを悦ぶ性的嗜好”は、谷崎潤一郎の『鍵』やマゾッホの『毛皮を着たヴィーナス』などで描かれて知られていたが、そのような性的嗜好を表す用語は最近までほとんど存在しなかった。
現在では、インターネットをはじめとし、アダルトゲームやアダルトビデオのジャンル名としてこの語が頻繁に使われるようになり、一般的な話題や報道・ニュースなどの表記の中にもこの言葉が用いられることが多くなっている。夫婦間でのセックスレスなどの解消法の1つとして専門家に紹介されることもある。
日本語に外来語として定着している「寝取られ男」を表す語に、フランス語の「コキュ」 (cocue) がある。フランスはコキュ文化の国とされ、寝取られ男を描いた文学や演劇などが多く存在する。
コキュ文化について、フランスの哲学者シャルル・フーリエは著書『四運動の理論』の中で、以下の3種を紹介している。
1. コキュ - 浮気されていることを知らない。
2. コルナール - 浮気されて、激怒している。
3. コルネット - 浮気されていることを知っていても、泰然自若としている。

1は托卵の習性に当て擦ったカッコウの鳴き声が語源、2と3はイタリア語で「角」を意味する「コルナ」が語源である。（「妻を寝取られた夫は額に角が生える」という西洋の伝説を由来としている。）角を表すハンドサイン・コルナには「寝取られ男（女）」を揶揄する意味もある。
ただし、フランス文学におけるコキュとは、寝取られ男がそれを笑うか嘆き悲しむという滑稽さをメインとしており、昨今の（特に日本での）シチュエーションに興奮するフェチシズムやエロスである“寝取られ”とは若干異なる。
英語では“cuckold”が寝取られ男を表す語であり（やはりカッコウの鳴き声が語源である）、ウィリアム・シェイクスピアの戯曲『ハムレット』や『オセロー』にも登場するなど古くから定着している。
現代中国語において、「緑帽子（簡体字: 绿帽子, 繁体字: 綠帽子 拼音: lǜmàozi）」は、「妻や恋人を寝取られた男」を意味する最もひどい侮辱・罵倒表現となっている。これは、元明代の中国においては、妓女の夫は緑色の帽子をかぶることとされていたことによる。また、同様に最大級の侮辱・罵倒表現である「王八蛋（拼音: wángbādàn）」「烏亀（簡体字: 乌龟, 繁体字: 烏龜 拼音: wūguī）」にも「妻を寝取られた間抜け」の意がある。

## 概念・要素の歴史
ギリシア神話や北欧神話、エジプト神話など、世界各国の神話が作られた時代にはすでに寝取られ要素を含む物語は存在している。
文学においても、その概念の歴史は古く、12世紀にはフランスでまとめられたケルトの説話『トリスタンとイズー』にその傾向が見て取れる。14世紀のジョヴァンニ・ボッカッチョによるイタリア文学『デカメロン』、16世紀のフランソワ・ラブレー作『第三の書』、17世紀にはイギリスでシェイクスピアが登場する。特にフランスでの寝取られ（コキュ）を題材とした作品は多く、フーリエはコキュの分類について上記した3種を含む計64種あるとし、フランス文学者の鹿島茂は河盛好蔵の言葉を引用し「フランス文学はコキュ文学」と評している。
なお日本では、11世紀に紫式部によって書かれた、世界最古の長編小説『源氏物語』に登場する“女三の宮”のエピソードで、寝取られ要素がある。

## 創作ジャンルとしてのNTR

### NTRの語源
「NTR」の語について本橋信宏は、現実で自らの妻を寝取られたい夫たちが集まるインターネット上のサイトで、その趣味を持つ男たちが「NTR」と略されるようになったとしている。
ちゆは「寝部屋」という個人サイトの掲示板で、寝取られゲームを確立させるために略称を作ろうとする話題が上り、同サイトの管理人が2001年7月18日の書き込みでNT、KKY（彼女または片思いの娘が犯られてしまう）を挙げてから、それよりも自然に感じる「NTR」を提示したことを言葉の発祥とみている。なお、管理人によればNTRとはヒロインが主人公以外のキャラと絡むシーンがあることを意味していた。

### NTRのジャンル
創作物における寝取られ（NTR）のジャンルの一つとして、「寝取らせ」や「寝取り」といったジャンルも存在する。
寝取られ
恋人や妻を他の男性に寝取られた側が大きな精神的ショックや屈辱感を伴うジャンルの作品を指す。
寝取らせ
男性自らが自分の恋人や妻を他の男性に抱かせて、精神的な性的快感や嗜虐感を得るというジャンルの作品を指す。
寝取り
知人・友人の恋人や妻を寝取る側の視点で描かれているジャンルの作品を指す。

### NTRのバリエーション
NTRに類似するバリエーションとしては、下記のものが挙げられる。
BSS
「僕が先に好きだったのに」の略。ネトラレの一種であるが、まだ相手と性行為をしていない主人公が、片思いしている女性を他の男に奪われてしまう作品を指す。
WSS
「私が先に好きだったのに」の略。BSSの女性視点バージョンであるが、こちらはあまり使用されていない。

### NTRジャンルの人気
FANZAが2018年12月27日に発表した「FANZA同人」を訪れたユーザー約1億4000万人の属性や人気ジャンルをまとめた調査では、男女別・年齢別・地域別全てのセグメントで、「寝取り・寝取られ」が1位を総なめする結果となった。
FAKKU!によるアメリカでの人気の調査では、Netorare(寝取られ)はカルフォルニア州に人気が集中しているという結果であった。
「ねとられ専門」をうたうAVメーカー「JET映像」が存在する。